# Mount Macey
Mount Macey är ett berg i Antarktis. Det ligger i Östantarktis. Australien gör anspråk på området. Toppen på Mount Macey är 2 080 meter över havet.
Terrängen runt Mount Macey är huvudsakligen platt. Mount Macey är den högsta punkten i trakten. Trakten är obefolkad. Det finns inga samhällen i närheten.